# Nikola NZT
Le Nikola NZT, aussi appelé à l'origine Nikola Zero est le prototype d'un buggy électrique conçu par la division Nikola Powersports de la startup américaine Nikola Motor. Le prototype a été présenté en Octobre 2016.

## Histoire

### La start-up Nikola Motor
L'entreprise Nikola Motor, devenue ensuite Nikola Corporation, a été fondée par Trevor Milton en 2014 à Salt Lake City, Utah,

### Le Nikola NZT
En octobre 2016, un étrange prototype de concept car, le Nikola NZT, aussi appelé à l'origine Nikola Zero (Net Zero Péage, un clin d'œil à son manque d'émissions polluantes) a été dévoilé en tant que véhicule utilitaire avec une batterie de 72 ou 107 kWh. Le concept était en fait un buggy électrique dont la motorisation développerait 414 kW soit 555 chevaux au total, fournis par un moteur sur chaque roue. Le poids à vide déclaré était de 1.600 kg et disposait du même débattement de suspension que le Ford Raptor, 370 mm. En fin d'année À la fin de 2016, le véhicule a été enregistré comme véhicule de sport motorisé par la division Nikola Powersports.
En 2017, pour contrer le scepticisme de la presse spécialisée, Trevor Milton a convié un journaliste faire un tour avec le véhicule prototype dans le désert de l'Utah pour en démontrer toutes ses capacités. Il s'agissait d'un buggy à cabine ouverte, sans portes ni pare-brise. 
L'objectif annoncé par le PDG de l'entreprise, Trevor Milton, était de fabriquer quelques centaines d'exemplaires en 2018, puis de passer à quelques milliers en 2019. Le prix de vente envisagé débuterait à environ 35.000 US$ pour la version de base avec une batterie de 75 kWh et la version de 125 kWh coûterait environ 55.000 US$.
Le 16 avril 2019, Nikola a présenté un second prototype NZT à Phoenix, en Arizona, qui semblait similaire à l'original, sauf qu'il avait des portes mais toujours sans toit ni pare-brise. Le véhicule était censé disposer de 440 kW soit 590 chevaux et offrir jusqu'à 240 km d'autonomie. Le prix de lancement annoncé était de 80 000 $ en envisageant un début de la production en 2021.
Le projet du véhicule a été arrêté et la division sports motorisés dissoute en février 2021.